# Monte Marenzo
Monte Marenzo (San Pàol in dialetto bergamasco, Mùnt Marenz in dialetto lecchese) è un comune italiano di 1 778 abitanti della provincia di Lecco in Lombardia. È situato nella Valle San Martino e fino al 1992 apparteneva alla provincia di Bergamo.
Il comune è territorialmente diviso in due aree con caratteristiche storiche-ambientali-sociali ed economiche tra loro differenti: il centro paese - "San Paolo" - nel quale si concentra una forte presenza residenziale e la frazione Levata dove, oltre ad alcuni nuclei abitativi, è presente una rilevante attività artigianale ed industriale. Il centro paese e la frazione Levata sono ancora collegati tra loro da un tratturo agricolo, percorribile unicamente da pedoni; attualmente l'effettivo collegamento viario tra le due zone avviene attraverso il comune di Calolziocorte su strade provinciali e statali. Monte Marenzo è attraversato dalla strada statale n. 639 dei laghi di Pusiano e di Garlate e dalla linea ferroviaria Lecco-Bergamo in località Levata. I principali corsi d'acqua presenti all'interno del territorio comunale sono i torrenti Carpine, Prisa, Bisone e Premagiò.

## Storia

### Medioevo
Il territorio iniziò ad essere abitato in epoca romana, dato che si trovava lungo una diramazione della strada Bergamo-Como. Poi durante le invasioni barbariche si costruirono varie fortificazioni e nel 1137 è menzionata una "corte" e la chiesetta di Sant'Alessandro a Turni. Una di queste era sulla collina di Santa Margherita ed era il castello Cantagudo e fuori dalle sue mura sorgeva il sacello di Santa Margherita. Molte proprietà sul territorio di Monte Marenzo appartenevano al monastero di San Giacomo di Pontida, che l'aveva ottenute per donazione dai de Villa e i Marenzi, forse antenati dei successivi Capitanei o Cattanei di Marenzo. Dopo la pace del 1185 col Barbarossa la zona entrava nell'orbita del comune di Bergamo, che nel 1238 era in possesso del castello di Marenzo e del suo territorio. Nel 1216 il territorio di Monte Marenzo era provvisto anche di una sua parrocchia relativamente autonoma dalla plebana milanese di Brivio e almeno dal 1234 la chiesa di San Paolo ne fu il centro, Monte Marenzo rimase alla diocesi di Milano fino al 1787, per passare poi alla diocesi di Bergamo, mantenendo però il rito ambrosiano.
Il centro abitato di Monte Marenzo fu schierato con i guelfi e quindi insorse contro il dominio Visconteo della Signoria di Milano seguendo le famiglie dei Colleoni e dei Capitanei; sostenne quindi prima Pandolfo Malatesta e poi Tuzzano Rota. Nel 1433 entrò nel territorio della Repubblica di Venezia e di conseguenza la parrocchia di San Paolo divenne del tutto autonoma nel 1435 la quale venne ampliata nel 1494. Nel 1597 la popolazione era di circa 360 abitanti ed era formata per lo più da contadini alle dipendenza dei Cattaneo, Ginammi, Mangili e Corazza. Era coltivata la vite che nel XVII secolo offriva lavoro anche agli immigrati dei territori vicini.

### Simboli
Lo stemma e il gonfalone del comune sono stati concessi con decreto del presidente della Repubblica Sandro Pertini n. 3023 del 5 dicembre 1978.
Stemma
L'aquila è ripresa dallo stemma della famiglia Marenzi (d'oro, all'aquila di nero, coronata del campo) e poggia su quello che sembrerebbe essere il castello medievale di Cantagudo, di cui oggi rimangono alcuni ruderi. La montagna sottostante richiama il toponimo di Monte Marenzo.
Gonfalone

## Monumenti e luoghi d'interesse

### Architetture religiose
- Chiesa parrocchiale di San Paolo, le cui origini sono del XII secolo;
- Chiesa di Sant'Alessandro, ricostruita nel 1836 sul luogo dove esisteva una chiesa risalente al XII secolo;
- Sacello di Santa Margherita risalente al XIII secolo.[11]

## Società

### Evoluzione demografica
Abitanti censiti

### Etnie e minoranze straniere
Gli stranieri residenti nel comune sono 137, ovvero il 6,9% della popolazione. Di seguito sono riportati i gruppi più consistenti:
1. Costa d'Avorio, 40
2. Marocco, 24

### Lingue e dialetti
Oltre alla lingua italiana che rimane quella maggiormente utilizzata, a Monte Marenzo è parlato il dialetto bergamasco, una variante appartenente al ramo orientale della lingua lombarda, che si è diffuso grazie al legame di lunga data che lega la Valle San Martino a Bergamo. Le parlate locali nella zona occidentale della Valle, risentono della vicinanza a Lecco e di conseguenza il vernacolo locale presenta delle affinità con il dialetto lecchese del quale riprende diverse parole.

## Amministrazione
Sindaco Paola Colombo (Per una comunità solidale)  dal 26/05/2014